# Nói albinói
Nói albinói – islandzki komediodramat z 2003 roku w reżyserii Dagura Káriego. Tytuł w dosłownym tłumaczeniu to Nói albinos, ale w Polsce z niezrozumiałych względów film dystrybuowany był pod tytułem oryginalnym. Zdjęcia kręcono w wiosce Bolungarvík na północno-zachodnim wybrzeżu Islandii.
Film był oficjalnym islandzkim kandydatem do Oscara dla najlepszego filmu nieanglojęzycznego, ale ostatecznie nie otrzymał nominacji.

## Zarys fabuły
Film opowiada historię siedemnastoletniego Nóia Kristmundssona mieszkającego ze swoją zdziwaczałą babcią w niewielkiej islandzkiej wiosce rybackiej. Jego ojciec jest alkoholikiem i chciałby, żeby Nói się wykształcił i dobrze zarabiał. Nói ma inne życiowe plany. Za ekscentryczne zachowanie zostaje wyrzucony ze szkoły. Chce wyjechać z Islandii i przekonać do tego swoją sympatię Iris, pracującą w sklepie na stacji paliw.